# معسكر الاعتقال نوينجامى
معسكر الاعتقال نوينجامى هو شبكة من معسكرات الاعتقال الألمانية النازية في شمال ألمانيا والتي كانت تتألف من المعسكر الرئيسي نوينجامى، وما يزيد عن 85 من معسكرات الاعتقال. أنشئ في عام 1938 بالقرب من نوينجامى في منطقة بيرجيدورف في هامبورغ، أصبح معسكر نوينجامى أكبر معسكرات الاعتقال في شمال غرب ألمانيا. ضم أكثر من 100,000 سجين في نوينغامي ومخيماتها الفرعية، 24 مخيم ضم نساء. عدد القتلى المؤكدين هو 42900: 14000 في المعسكر الرئيسي، و 12800 في المخيمات الفرعية، و 16100 في مسيرات الموت والتفجيرات خلال الأسابيع الأخيرة من الحرب العالمية الثانية. بعد هزيمة ألمانيا في عام 1945 ، استخدم الجيش البريطاني الموقع كمعسكر اعتقال لموظفي قوات الأمن الخاصة وغيرهم من المسؤولين النازيين. نقله البريطانيون إلى مدينة هانزيك الحرة في هامبورغ في عام 1948، وهدمت الثكنات الخشبية للمخيم وبني بدلاً منها زنازين، وحولت موقع معسكر الاعتقال السابق إلى سجنين حكوميين تديرهما سلطات هامبورغ من عام 1950 حتى عام 2004. بعد الاحتجاجات التي قامت بها مجموعات مختلفة من الناجين، أصبح الموقع الآن بمثابة نصب تذكاري. يقع 15   كم جنوب شرق مركز هامبورغ.

## التاريخ

### خلفية
في عام 1937، أعلن هتلر تحويل خمس مدن إلى مدن الفوهرر (الألمانية: Führerstädte ) في النظام النازي الجديد، واحدة من المدن كانت هامبورغ. 

### النصب التذكاري

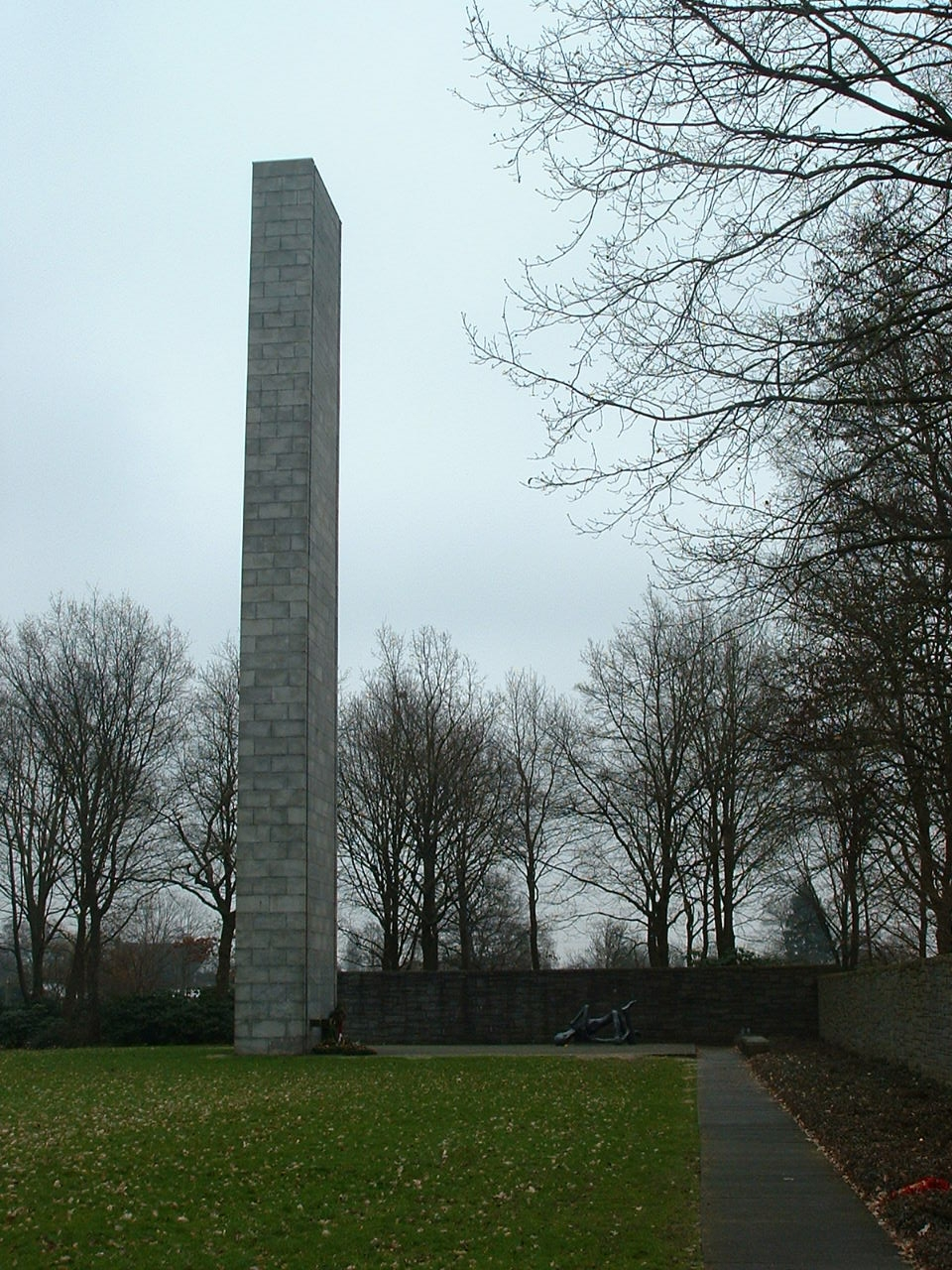
النصب التذكاري في معسكر الاعتقال السابق نوينجام.

## كاب أركونا

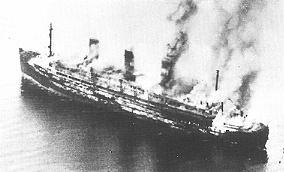
حرق كاب أركونا بعد فترة وجيزة من هجمات سلاح الجو الملكي البريطاني في مايو 1945

جاء أمر نقل الأسرى من المعسكرات إلى سفن قدمت من هامبورغ بقيادة غوليتر كارل كوفمان الذي كان يتصرف بناء على أوامر من برلين. على الرغم من أن كوفمان ادعى لاحقًا خلال محاكمات جرائم الحرب أن السجناء كانوا متجهين إلى السويد، إلا أن رئيس الشرطة السرية لهامبورغ جورج هينينغ غراف فون باسويتز-بير، قال في نفس المحاكمة إن السجناء كان من المقرر قتلهم أمتثالا لأوامر هيملر.  وقد اقترح أن الخطة نفسها دعت إلى إغراق السفن بينما السجناء على متنها. 